# Bertrancourt
Bertrancourt (picardisch: Bétrancourt) ist eine nordfranzösische Gemeinde mit 212 Einwohnern (Stand 1. Januar 2022) im Département Somme in der Region Hauts-de-France. Die Gemeinde gehört zum Kanton Albert und ist Teil der Communauté de communes du Pays du Coquelicot.

## Geographie
Die Gemeinde im Amiénois liegt an der Kreuzung der Départementsstraßen D114 zwischen dem rund 5,5 km entfernten Acheux-en-Amiénois im Südwesten und Sailly-au-Bois im Nordosten und D176 nach Authie im Nordwesten. 

## Geschichte
Die Gemeinde erhielt als Auszeichnung das Croix de guerre 1914–1918.

## Einwohner
| 1962 | 1968 | 1975 | 1982 | 1990 | 1999 | 2006 | 2010 |
| ---- | ---- | ---- | ---- | ---- | ---- | ---- | ---- |
| 247  | 250  | 231  | 200  | 200  | 199  | 229  | 211  |

## Verwaltung
Bürgermeister (maire) ist seit 2001 Claude Touzet.

## Sehenswürdigkeiten
- Kirche Sainte-Marguerite aus dem Jahr 1848 mit Bronzeglocke aus dem Jahr 1786
- Neugotische Mariä-Schmerzen-Kapelle (Notre-Dame des Douleurs), ein Ziegelbau aus der Zeit um 1880
- Britischer Soldatenfriedhof am Westrand der Gemeinde